# Nagykőrös
Nagykőrös város Pest vármegyében, a Nagykőrösi járásban.

## Fekvése
Budapesttől körülbelül 80 kilométerre délkeletre fekszik, Cegléd és Kecskemét között félúton. Az Alföldön, a Duna–Tisza közi homokhátságon, a Pilis–Alpári-homokháton terül el. A város területének kb. 35%-a erdő, uralkodó fafajtája a tölgy, a nyár, az akác és a kőris. A város neve az utóbbiból származik.
A szomszédos települések: északon Nyársapát, északkeleten Törtel, keleten Kocsér, délkeleten Szentkirály, délen Kecskemét, nyugaton Lajosmizse, északnyugaton pedig Csemő.

## Megközelítése

### Közúton
Legfontosabb megközelítési útvonala ma a Ceglédet Kecskeméttel összekötő 441-es főút, amely észak-déli irányban haladva szeli át a várost; hajdan ugyanakkor közvetlen közúti kapcsolatban állt a fővárossal is (erre utal többek közt a Budapesten ma is meglévő Nagykőrösi út elnevezés is). A régi országút formálisan ma is megvan, 4601-es számozással halad át a nagykőrösi belvároson, a 411-eshez képest majdnem pontosan keresztirányban, valójában azonban inkább csak Tiszakécske és Lajosmizse felé biztosít összeköttetést, mivel Gyál és Csemő között hosszú szakaszai földútként húzódnak.
Megközelíthető a város Szolnok felől is, a 4613-as, Abony felől a 4611-es, Kiskunfélegyháza irányából pedig a 4614-es számú utakon. [Utóbbi változó minőségű út, egyes szakaszai burkolatlanok.] Nyugati határszélén egy szakaszon elhalad a 4608-as út is, de lakott területeket ott nemigen érint.

### Vasúton
A várost a hazai vasútvonalak közül a Cegléd–Szeged-vasútvonal érinti, amelynek egy megállási pontja van itt, Nagykőrös vasútállomás. Az állomás a város belterületének nyugati szélén található, a központtól közel 3 kilométerre, közúti megközelítését a 4601-es útból kiágazó 46 313-as számú mellékút biztosítja.

## Népesség
A település népességének változása:
| Lakosok száma | 24 016 | 23 795 | 23 424 | 23 116 | 23 052 | 23 016 |
|               | 2013   | 2014   | 2021   | 2022   | 2023   | 2024   |

A 2022-es népszámlálás során a lakosok 86,87%-a magyarnak, 1,12% cigánynak, 0,29% németnek, 0,20% románnak mondta magát (12,95% nem nyilatkozott; a kettős identitások miatt a végösszeg nagyobb lehet 100%-nál). A vallási megoszlás a következő volt: katolikus 18,57%, református 18,44%, evangélikus 0,24%, más keresztény felekezet 1,19%, felekezeten kívüli 17,30% (44,08% nem nyilatkozott).

## Története

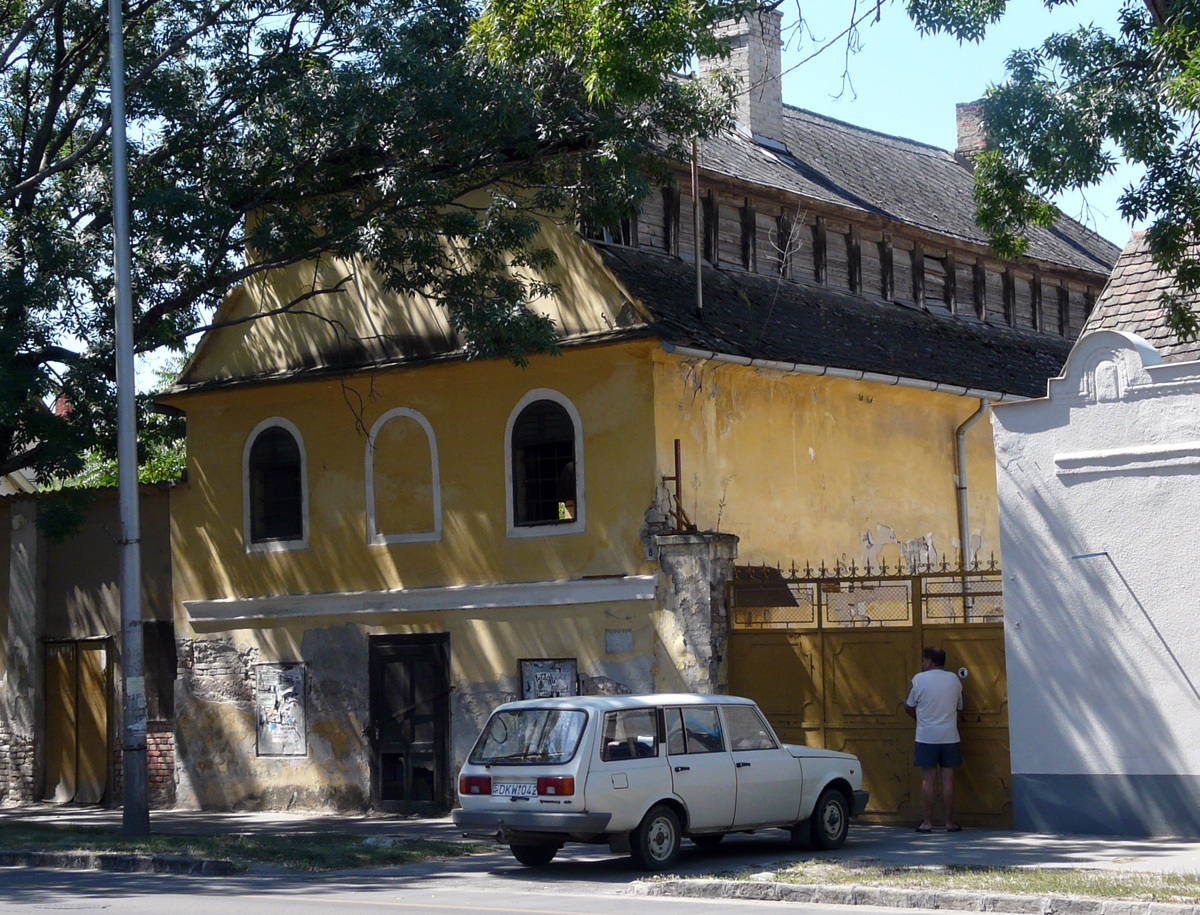
A volt tímárház (1820 k.)

Területét már az őskőkor óta lakják.
Nevét 1266-ban említette először oklevél Kalanguerusy (Kalánkőröse) néven, ekkor a Bor-kalán nemzetség erdeje volt, majd egy 1276-os pápai megerősítésben Qenrus, Keurus néven említették, ekkor már mint falu szerepelt.
A város és környéke a Bár–Kalán nemzetséghez tartozott a honfoglalás után. A tatárjárás a Nagykőrös határában lévő kis falvak nagy részét elpusztította.
Először egy 1266-ban IV. Béla király által kiadott oklevélben említik nevét, amelyet a kőrisfáról kapta, címerében is ez látható. I. Lajos királytól kapott mezővárosi rangot.
1307-ben Károly Róbert király is tartózkodott a városban.
A török uralom alatt khász város volt, aminek köszönhetően a török pusztítások elkerülték. A reformáció igen hamar eljutott ide. Ekkor alapították református gimnáziumát.
Nagykőrös a 18. században viszonylagos autonómiát élvezett, az 1820-as években a mezőváros megváltotta magát földesuraitól, szabadalmas mezőváros lett.
Leírás a településről a 18. század végén:		
```
"KŐRÖS: Nagy Kőrös. Contractionalis hely, ’s magyar mező Város Pest Várm. földes Ura G. Keglevics, Forgách, Sztáray, és több Urak, lakosai többnyire reformátusok, kevés katolikusok, és evangelikusok, fekszik Kecskeméthez 1, Abanyhoz 1 3/4, Irsához 1 1/2 statióra. határja tanyákra vagyon el osztva, holott kiki földgyét tetszése szerint munkállya, földgye terem mindenféle gabonát, tiszta búzát középszerűen, szőlő hegye nagy, mellyben sok gyűmöltsös fáji vannak, a’ Pogáts almából, és a’ nevezetes jó ízű Pongrádi tseresnyéből Pesten sok pénzt szoktak bé venni, szarvas marhát elegendőt, de leg inkább birkát tartanak, van benne Királyi élet tárház, és a’ Vármegyének Kvartélyháza, (nevezetes itten hogy a’ Város előtt folytt pereknek első apellatorium forumja, a’ járásbéli fő Szolga Bíró;) erdeje tsekély, szép kellemetes szilfás ligettyei vannak, postája, oskolája, és vendégfogadója is van"
 	
(
Vályi András
: 
Magyar országnak leírása
, 
1796
–
1799
)
```

### 19. században
Az 1848-as szabadságharc alatt Kossuth toborzókörútján ide is ellátogatott. A forradalom után élte Nagykőrös a virágkorát, mikor is több akadémikus is a gimnáziumban tanított, köztük Arany János.
1853-ban Pest és Nagykőrös között megindult a vasúti közlekedés.
1860. december 2-án véres népzavargás tört ki a településen. Hatszáz nagykőrösi megrohamozta a pénzügyőrségi kaszárnyát, betörte az ajtókat és ablakokat, megverte a pénzügyőröket, leszedte a császári sasokat a hivatali épületekről és beverte a helyben lakó zsidók ablakait. A lázongást a dohányárusítás szabályainak betartatása váltotta ki, a pénzügyőrök tiltott dohányárusításért két embert letartóztattak. A dohány ti. jövedéki termék volt, a dohánytermelők nem árusíthatták szabadon a piacokon a dohányleveleket. A zavargás utáni hetekben a pénzügyőrök elkerülték a városi piacot, a nép "vérszemet kapott" és  újból elkezdték a dohányleveleket árulni. 1861. január 5-én a városháza előtti téren összegyűlt nép megrohamozta városházát, meghúzták a református templom vészharangját és követelték a fináncok kiadatását. A városháza egyik szobájába beszorított pénzügyőröket az időközben megérkező katonaság szabadította ki. Az elvonuló fináncokat és katonákat a házak mentén "fejszés és vasvillás, nagy részben azonban fegyvertelen tömeg kísérte, zúgva és zsibongva". Suhancok és gyerekek fagyos hódarabokkal és lótrágyával dobálták az elvonulókat, az egyikük pedig leköpte a vezénylő katonatisztet. A tiszt erre felbőszült és kiadta a tűzparancsot. A nap végére több halott és sebesült maradt a városban. (A zavargásról részletesebben ld. Sashegyi Oszkár: Munkások és parasztok mozgalmai Magyarországon 1849–1867. c. könyvet.)
1897-ben a vasút melletti telephelyen megalakult a Gschwindt-féle szeszfőzde. Ebből nőtt ki a 20. század folyamán a város legjelentősebb ipari létesítménye, a 111 évig fennállt Nagykőrösi Konzervgyár.

### 20-21. században
A második világháború pusztításai megkímélték a várost és épületeit.
1985-ben adták át az autóbusz-állomást.
2015-ben fölvetődött, hogy a város megyét vált, de 2016-ban lemondtak erről a tervről.
2022 decemberében a közigazgatási terület alapján Magyarország 21. legnagyobb települése.

## Politika

### Polgármesterei
- 1990–1994: Kiss János (nem ismert)[7]
- 1994–1998: Kósa István (MSZP-SZDSZ)[8]
- 1998–2002: Kósa István (független)[9]
- 2002–2006: Dr. Czira Szabolcs (NKPE-Fidesz)[10]
- 2006–2010: Dr. Czira Szabolcs (Fidesz-Fidelitas-KDNP-NKPE)[11]
- 2010–2014: Dr. Czira Szabolcs (Fidesz)[12]
- 2014–2019: Dr. Czira Sándor Szabolcs (Fidesz-KDNP)[13]
- 2019–2024: Dr. Czira Szabolcs (Fidesz-KDNP)[14]
- 2024– : Dr. Körtvélyesi Attila (Fidesz-KDNP)[1]

### A 2019-es önkormányzati választás eredménye
- A polgármester-választás eredménye[15]

| Jelölt neve         | Jelölő szerv. | Jelölő szerv.     | Szavazatok száma | Szavazatok aránya |
| ------------------- | ------------- | ----------------- | ---------------- | ----------------- |
| Dr. Czira Szabolcs  |               | Fidesz–KDNP       | 3639             | 50,56%            |
| Zágráb Nándor       |               | Jobb Nagykőrösért | 2011             | 27,94%            |
| Kustár Tamás Balázs |               | Független         | 1548             | 21,51%            |
| Összesen            |               |                   | 7198             | 100%              |

- A képviselő-testület összetétele a 2023-as időközi egyéni képviselő-választás után[16][17][18]

| Párt | Párt              | Mandátumok | Képviselő-testület | Képviselő-testület | Képviselő-testület | Képviselő-testület | Képviselő-testület | Képviselő-testület | Képviselő-testület | Képviselő-testület | Képviselő-testület |
| ---- | ----------------- | ---------- | ------------------ | ------------------ | ------------------ | ------------------ | ------------------ | ------------------ | ------------------ | ------------------ | ------------------ |
|      | Fidesz–KDNP       | 8          | P                  |                    |                    |                    |                    |                    |                    |                    |                    |
|      | Jobb Nagykőrösért | 3          |                    |                    |                    |                    |                    |                    |                    |                    |                    |
|      | Független         | 1          |                    |                    |                    |                    |                    |                    |                    |                    |                    |

## Nevezetességei

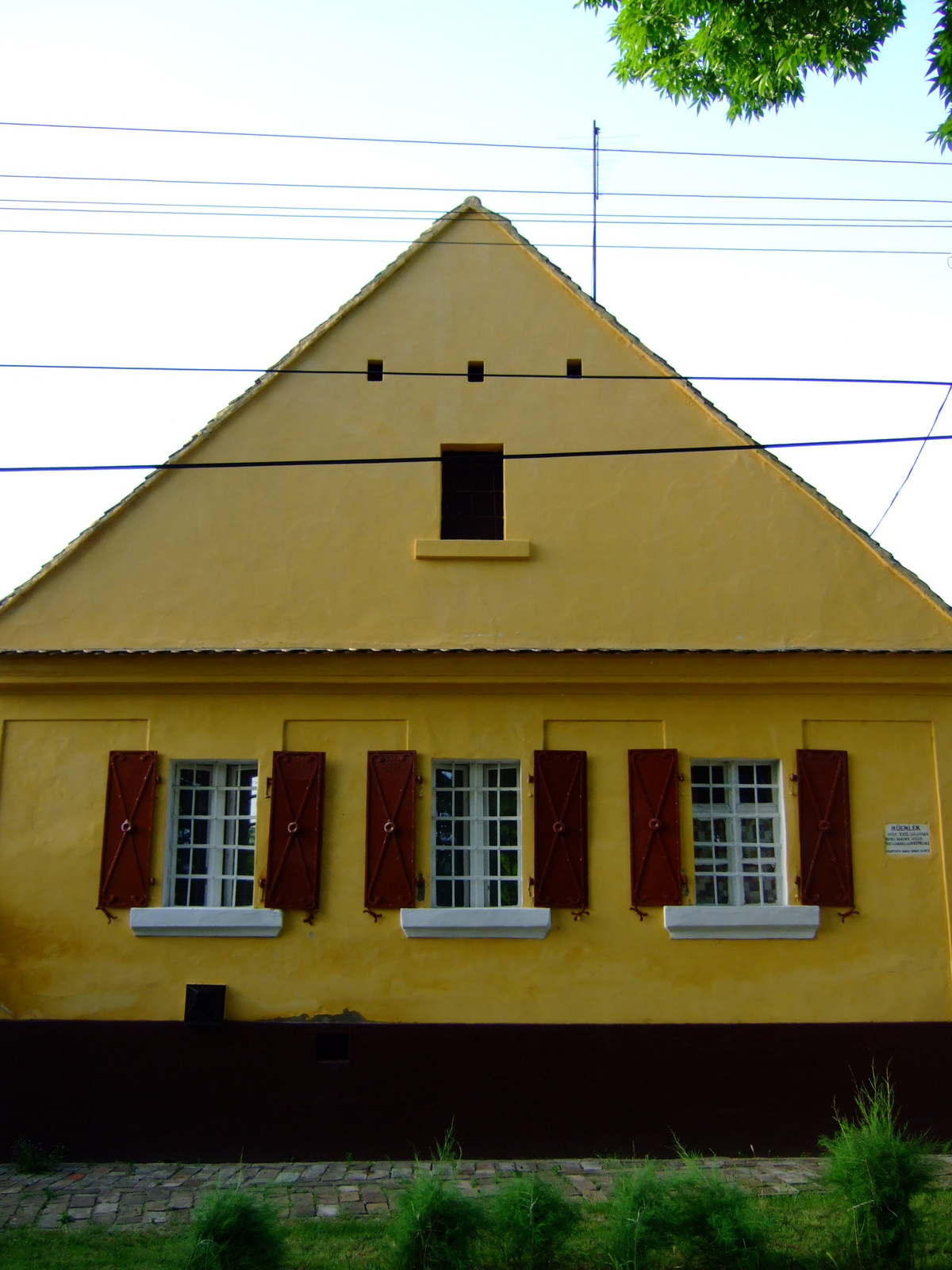
Beretvás-kúria

- Református templom; középkori, gótikus eredetű, többször átépítve
- Városháza, késő barokk stílusú, tornyos épület
- Szent László római katolikus templom, copf stílusú
- Cifra-kert
- Hősök tere
- Tímárház (1820 körül), a megye egyetlen, még álló bőrszárító épülete (Ceglédi út 8.)
- A város határában található a legnagyobb európai pusztai tölgyes
- Beretvás-kúria, klasszicista
- Szabó Pipagyár, a leghíresebb – és egyetlen – magyarországi pipagyár

## Híres emberek
- Itt született:
  - Balla Antal (1739. december 18. – 1815. szeptember 11.), a 18. század második felének egyik legkiválóbb hazai térképésze[19]
  - Biczó Géza (1853–1907) festőművész, rajztanár
  - Benkó Imre (1859. március 23. – 1932) irodalomtörténész, tanár, a nagykőrösi Arany János-kultusz kialakítója
  - Bujdosó Mária (1945. szeptember 8.) színésznő, operetténekes
  - Faragó Sándor (1892. szeptember 28. – 1968. december 29.) magyar tanító, iskolaigazgató, az Ideiglenes Nemzetgyűlés képviselője.
  - Feldmájer Péter (1953. július 14.), a Magyarországi Zsidó Hitközségek Szövetségének elnöke
  - Gál László (1810. január 18. – 1850. február 25.) honvéd ezredes
  - Hegedűs Frigyes (1920. május 14. – 2008. június 2.) öttusázó, edző, sportvezető
  - Hegedűs Erzsébet (1923. augusztus 23. – 1990. augusztus 5.) Jászai Mari-díjas színésznő
  - Jalsoviczky Géza (Nagykőrös, 1852. május 22. – Budapest, 1938. február 26.) – gépészmérnök
  - Kovács Zoltán Ambrus (1955. szeptember 29.) pszichiáter és neurológus szakorvos, címzetes egyetemi docens, osztályvezető klinikai főorvos
  - Magyar Zoltán (1953. december 13.) tornász, akiről a lólengés „magyar vándor” nevű gyakorlatát elnevezték
  - Pánczél Tivadar (1930. július 17. – 2016. október 13.) református lelkész
  - Réthy Laura (1865. március 13. – Miskolc, 1938. augusztus 2.) énekes színésznő, Rudnyánszky Gyula költő felesége[20]
  - Réthy Mór (1846. november 9. – Budapest, 1925. október 16.) matematikus, a Magyar Tudományos Akadémia tagja.
  - Réti Lipót Pál – Másutt: Réthy L. Pál (1862. szeptember 26. – Budapest, 1942. szeptember 22.), a magyar színháztörténet első színházi ügynökségének alapítója[21]
  - Tege Antal (1974. március 15.) színész, rendező
  - Ujszászy István vezérőrnagy (1894. augusztus 30. – 1948?) 1942–44 között a magyar hírszerzés vezetője
- A most Arany János nevét viselő Református Gimnáziumban tanított Arany János (1851–1860)
- Évtizedeken át itt élt és tevékenykedett − 1951 és 1975 között a Nagykőrösi Konzervgyár igazgatójaként, a Toldi Miklós Szakközépiskola és Szakmunkásképző Iskola megalakításának kezdeményezőjeként stb. − Kovács Sándor későbbi mezőgazdasági és élelmezésügyi miniszterhelyettes.

## Oktatás

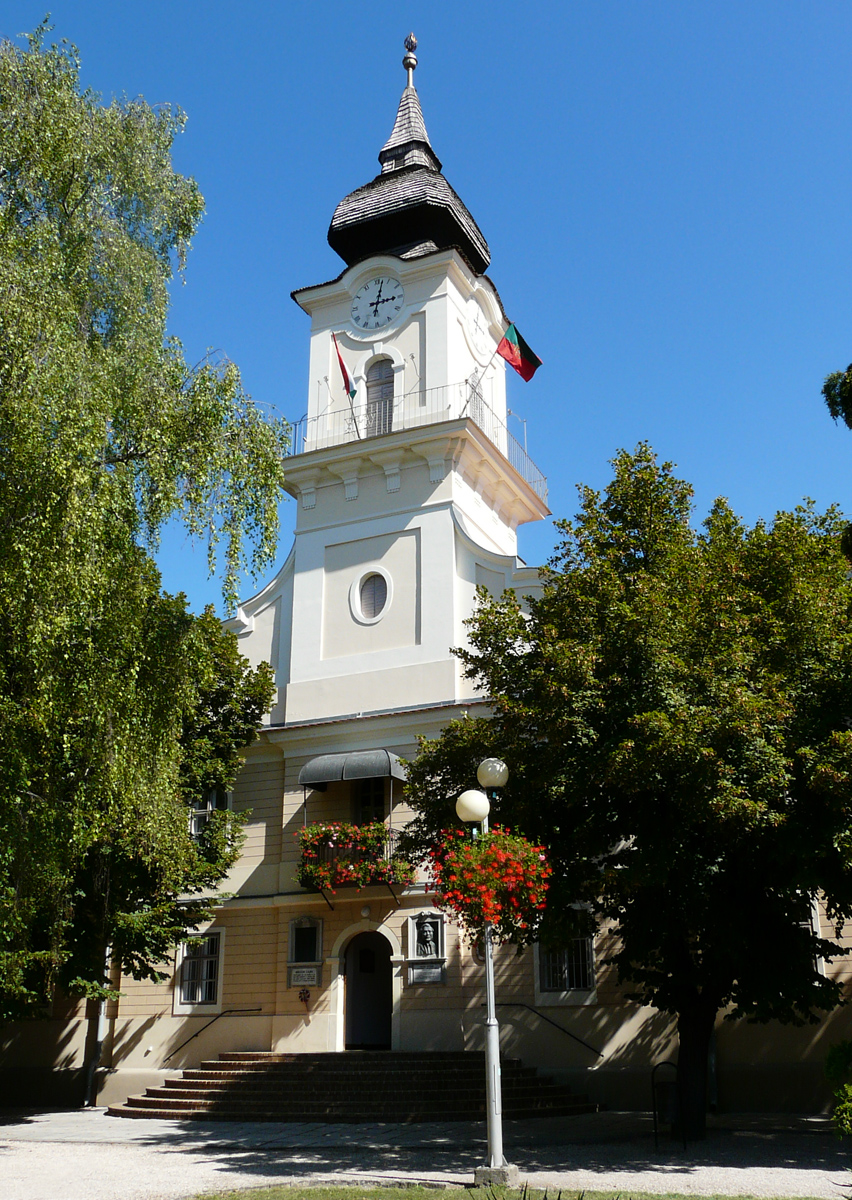
A városháza épületének főbejárata

### Óvodák
- Városi Óvoda (több intézmény komplexuma: Hétszínvirág,Kalocsa Balács,Sziget,Kárász és Batthyány utcai)
- Református Óvoda
- Názáret Római Katolikus Óvoda

### Általános iskolák
- Arany János Református Általános Iskola
- Dalmady Győző Óvoda, Általános Iskola és Egységes Gyógypedagógiai Módszertani Intézmény
- Kolping Katolikus Általános Iskola
- Nagykőrösi Kossuth Lajos Általános Iskola
- Nagykőrösi Petőfi Sándor Általános Iskola
- Nagykőrösi II. Rákóczi Ferenc Általános Iskola[22]

### Középiskolák
- Arany János Református Gimnázium, Szakgimnázium és Kollégium
- Toldi Miklós Élelmiszeripari Középiskola, Szakiskola és Kollégium

### Főiskola
- Károli Gáspár Református Egyetem – Tanítóképző Főiskolai Kar

## Közművelődési intézmények

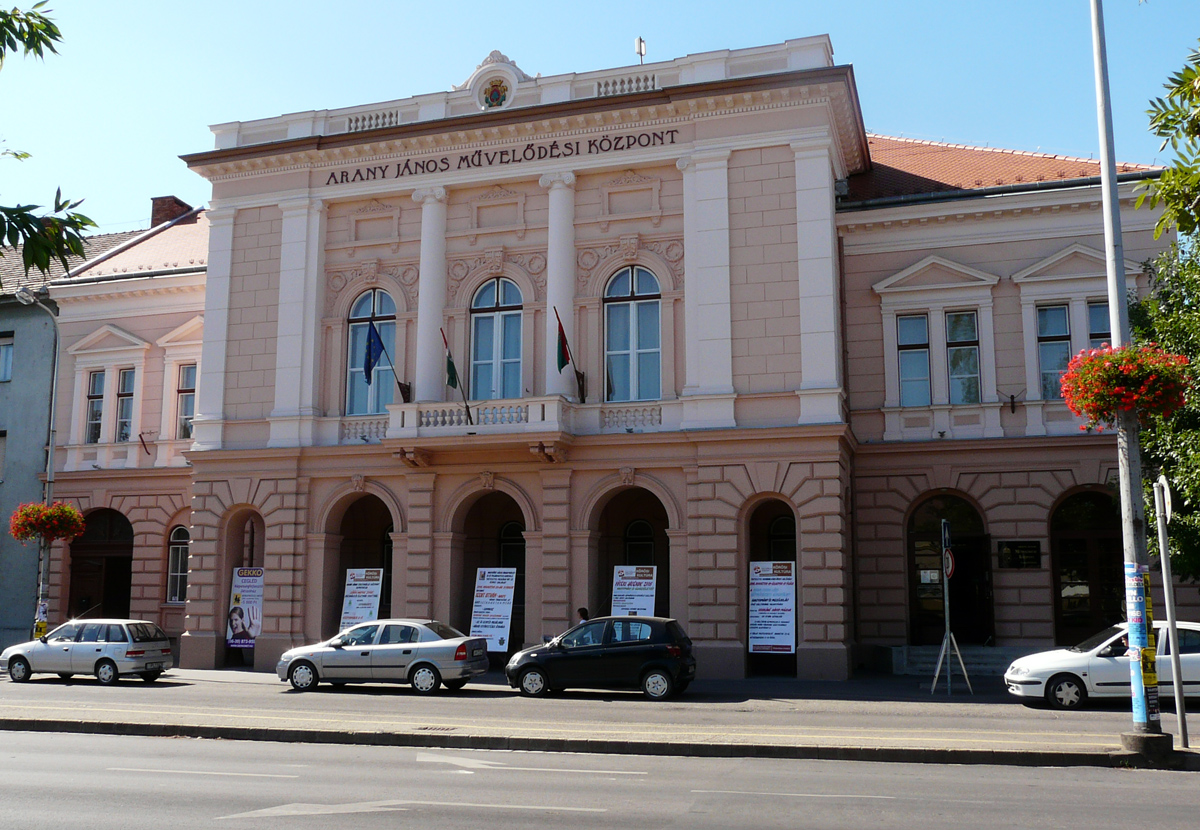
A művelődési központ (volt Városi Szálló)

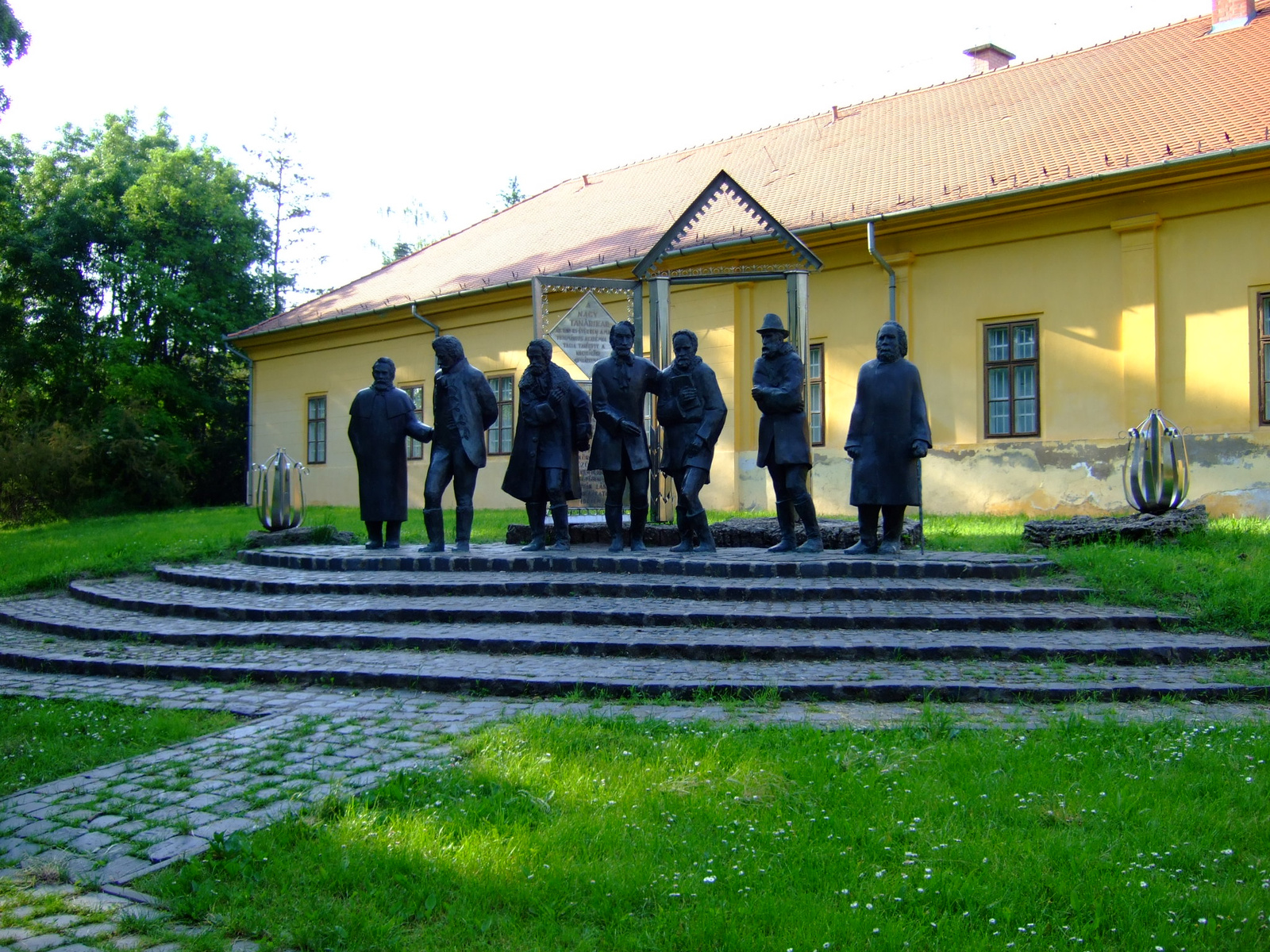
Arany János Múzeum műemlék épülete

- Arany János Kulturális Központ
- Arany János Múzeum

## Egészségügy

### Kórház
- Rehabilitációs Szakkórház és Rendelőintézet

## Képgaléria

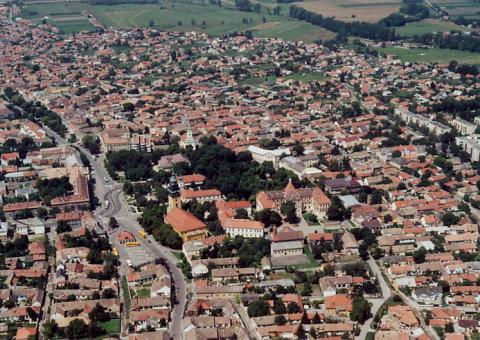
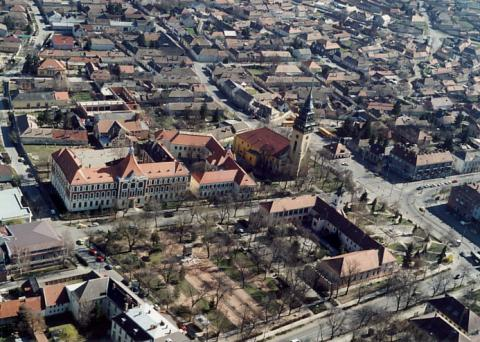

### Gyógyszertárak
- Arany Patika
- Elixír Patika
- Oroszlán Patika
- Kőrisfa Patika
- Szent György Patika
- Sanitas Patika

## Testvérvárosok

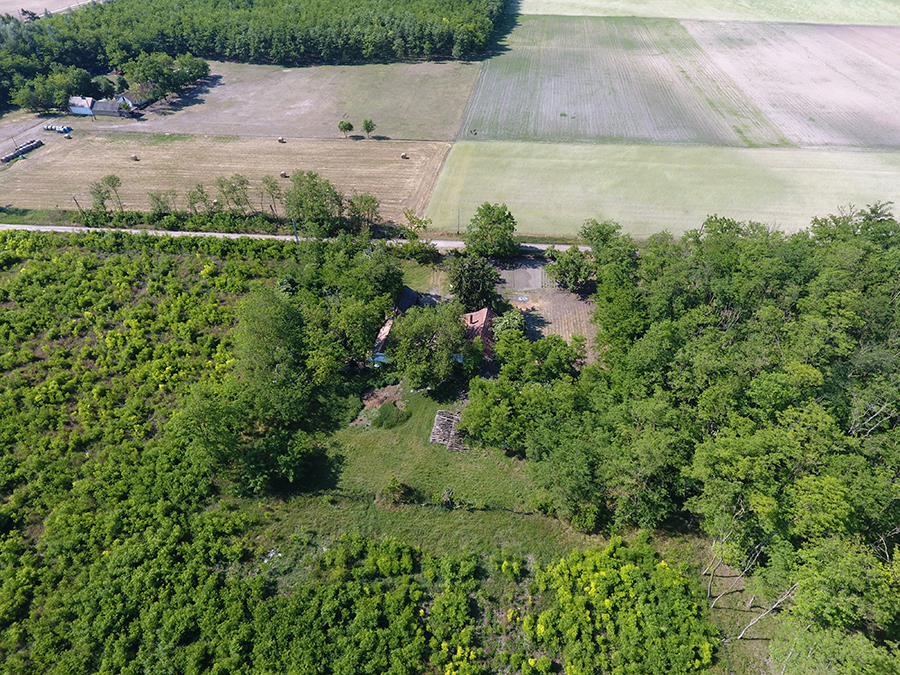
Nagykőrős, légi felvétel (Csipvár, Csíkvár, Csépvár)

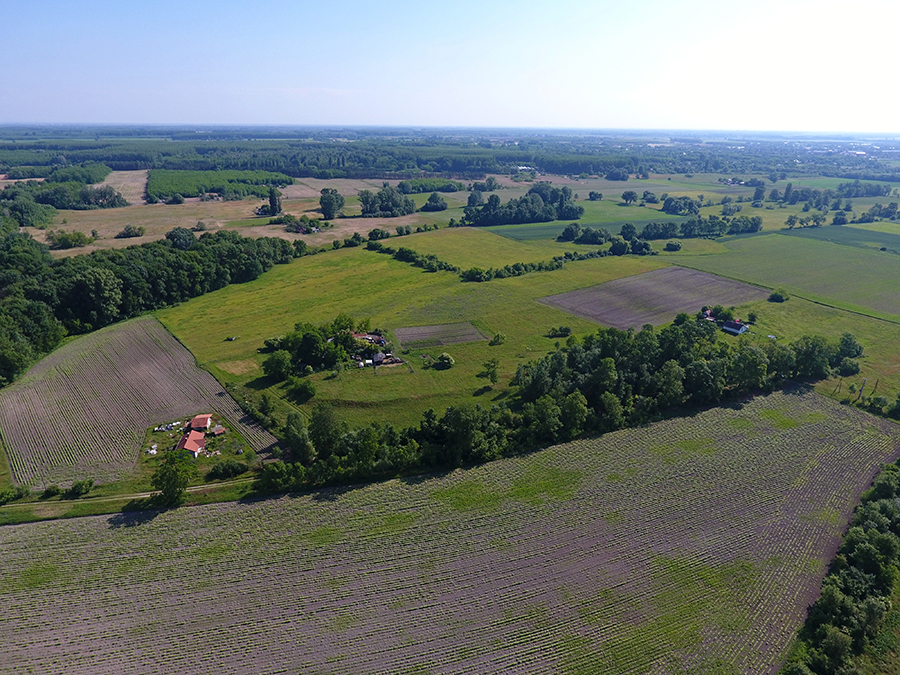
Nagykőrős, földvár légi fotón

- Espelkamp, Németország
- Nagyszalonta, Románia
- Szászrégen, Románia
- Haaksbergen, Hollandia
- Castrocaro, Olaszország
- Le Muy, Franciaország
- Thun, Svájc